# Amer (pel·lícula)
Amer (francès: Amarg) és una pel·lícula experimental dramàtica de terror psicològic francesa del 2009 escrita i dirigida per Hélène Cattet i Bruno Forzani i protagonitzada per Cassandra Forêt, Charlotte Eugène Guibeaud i Marie Bos. La pel·lícula és un giallo en tres parts. La trama de la pel·lícula segueix el desenvolupament sexual d'Ana que viu a la Riviera francesa. La pel·lícula se centra en els seus opressius anys d'adolescència que van portar a la seva feminitat. a pel·lícula es va estrenar al Festival Internacional de Cinema Fantàstic de Lund de 2009 a Suècia. Va rebre crítiques generalment favorables i va ser nominada al Premi Magritte a la Millor Pel·lícula.

## Trama
Tres moments importants, tots sensuals, defineixen la vida de l'Ana. Les seves missions mundanes oscil·len entre la realitat i la fantasia cromàtica... esdevenen cada cop més opressives. Les mans amb cordes negres li van impedir cridar. El vent li va aixecar el vestit i li va acariciar les cuixes. Les navalles li freguen la pell: on la deixarà aquest viatge caòtic i carnívor?

## Repartiment
- Cassandra Forêt com a Ana (nena)
- Charlotte Eugène Guibeaud (acreditada com a Charlotte Eugène Guibbaud) com a Ana (adolescent)
- Marie Bos com a Ana (adulta)
- Delphine Brual com Graziella
- Harry Cleven com a Taximan
- Bianca Maria D'Amato com la Mare
- Bernard Marbaix com l'avi mort
- Jean-Michel Vovk com el pare[3]

## Producció
Per finançar la producció de la pel·lícula, la productora belga Eve Commenge va crear una empresa per produir Amer. Els directors Hélène Cattet i Bruno Forzani van requerir més finançament fora de Bèlgica i van buscar un coproductor francès. El productor François Cognard va acceptar coproduir la pel·lícula.
Els directors van descobrir que només tenien un terç del seu pressupost original, però els productors els van permetre començar la producció independentment de la seva experiència de fer curtmetratges per molt pocs diners.
Els directors van fer grans preparatius abans de filmar els actors a causa del baix pressupost de la pel·lícula. Tots els plans de la pel·lícula es van provar amb càmeres de vídeo digitals amb els dos directors interpretant tots els papers perquè no sorgissin res inesperat quan comencessin a filmar amb els altres actors. La pel·lícula es va rodar a la Riviera francesa i a Bèlgic i va trigar 39 dies a gravar-se.

## Llançament
Amer es va estrenar al Festival Internacional de Cinema Fantàstic de Lund de 2009 a Suècia, on va guanyar el premi inaugural The Blade La pel·lícula també es va projectar en altres festivals de cinema, inclòs el XLII Festival Internacional de Cinema Fantàstic de Catalunya a Espanya, on els directors van guanyar el Discovery Diploma del Premi Noves Visions. Es va estrenar a les sales de cinema a França el 3 de març de 2010 per Zoetrope Films i a Bèlgica el 28 d'abril de 2010 per Coopérative Nouveau Cinéma.

## Recepció
Amer va ser ben rebuda per la crítica estatunidenca en el seu llançament original. Al lloc web de l'agregador de ressenyes Rottentomatoes, les pel·lícules tenen una puntuació d'aprovació del 79% basada en 28 ressenyes, amb una puntuació mitjana de 6,8/10. Metacritic, que utilitza una mitja ponderada, assigna a la pel·lícula una puntuació de 72 sobre 100, basada en set crítiques, que indica "crítiques generalment favorables". Ella Taylor de Village Voice va donar a la pel·lícula una crítica positiva, afirmant: "Els plaers d'aquesta preciosa, intel·ligent i visceral pel·lículas són gairebé exclusivament estètiques" així com "que aquells que no es commoguin o alienats per la pornografia del dolor es puguin deixar caure tan nerviosament com una de les extremitats tallades de la pel·lícula." Kevin Thomas de Los Angeles Times es va referir a la pel·lícula com "Constantement indignant i implacablement surrealista, la pel·lícula belga és, intencionadament o no, sovint divertida; també és atractiva i distintiva." Sam Toy d’Empire va donar a la pel·lícula tres estrelles de cada cinc, recomanant-la als fans de Dario Argento.